# District de Thanh Bình
Thanh Bình est un district de la province de Đồng Tháp dans le delta du Mékong au sud du Viêt Nam. 

## Géographie
La superficie du district est de 329 km2. 
Le chef lieu du district est Thanh Bình.